# Franz Adolf Steppes
Franz Adolf Steppes (* 1. November 1790 in Weisenau; † 10. November 1844 in Worms) war Landrat und Kreisrat im Großherzogtum Hessen.

## Familie
Seine Eltern waren der Stadt- und Amtsvogt von Hirschhorn und spätere Justizamtmann des Amtes Lampertheim, Andreas Friedrich Aloys Steppes (1764–1829), und dessen Frau Maria, geborene Lennich. Die Familie war römisch-katholisch.
Franz Steppes heiratete Caroline Sandherr († 1882), Tochter des Notars Heinrich Matthias Sandherr.

## Karriere
Franz Steppes studierte Rechtswissenschaft und wurde 1811 Akzessist beim Amt Lampertheim. Dort erhielt er 1819 eine bezahlte Stelle als Assessor. 1821 wechselte er als Rentamtmann und Rezeptor nach Hirschhorn. In der Justiz- und Verwaltungsreform von 1821 im Großherzogtum Hessen wurde auch auf unterster Ebene Rechtsprechung und Verwaltung getrennt und die Ämter aufgelöst: Die erstinstanzliche Rechtsprechung wurde Landgerichten, die Verwaltung Landratsbezirken übertragen. Im Zuge dieser Umstrukturierung wurde Franz Steppes Landrat des Landratsbezirks Hirschhorn. 1825 wechselte er in gleicher Funktion zum Landratsbezirk Lindenfels und 1831 zum Landratsbezirk Reinheim. Hier ereilte ihn die nächste Gebiets- und Verwaltungsreform: 1832 wurden die Landratsbezirke aufgehoben und durch räumlich umfangreichere Kreise ersetzt. Franz Steppes erhielt dabei die Stelle des Kreisrats des Kreises Heppenheim. 1843 ließ er sich wegen eines Augenleidens pensionieren, setzte sich in Worms zur Ruhe, wo er im Folgejahr verstarb.

## Ehrungen
- 1840 Ritterkreuz des Verdienstordens Philipps des Großmütigen[1]
- 1843 Ehrenbürger von Lampertheim[1]